# Árvore da adição
A árvore da adição é uma forma de resolver problemas de adição. Esse método, é usado em forma "desenhada", ou seja, são feitos um abaixo do outro.

## Exemplo
Pablo sentou-se na grama, olhou para o céu em uma direção e conseguiu contar 47 estrelas. Marina, olhando para outra direção, conseguiu contar 25 estrelas. Eles queriam fazer a soma de 47 + 25.
Para facilitar, Pablo separou o 25 em 22 + 3 para que pudesse fazer a adição com o 47 e resultasse em 5 dezenas:
47 + 25 = 47 + 3 + 22 = 50 + 22 = 72
Mariana teve o mesmo raciocínio que Pablo, mas utilizou uma árvore de adição:
47 + 25
47 + 3 + 22
50 + 22
72